# Chavagnac (Dordogne)
Chavagnac korábbi község Franciaországban, Dordogne megyében. Lakosainak száma 379 fő (2018. január 1.). Chavagnac Grèzes községgel határos.
2017. január 1-jén Grèzes korábbi községgel egyesült és az így létrejött Les Coteaux Périgourdins új község része lett.

## Népesség
A település népességének változása:
| Lakosok száma | 367  | 383  | 597  | 381  | 379  |
|               | 2013 | 2015 | 2016 | 2017 | 2018 |